# Fignévelle
Fignévelle ist eine französische Gemeinde mit 50 Einwohnern (Stand: 1. Januar 2022) im Département Vosges in der Region Grand Est. Sie gehört zum Arrondissement Neufchâteau und zum Kanton Darney. Die Bewohner werden Fignévellois und Fignévelloises genannt.

## Geografie

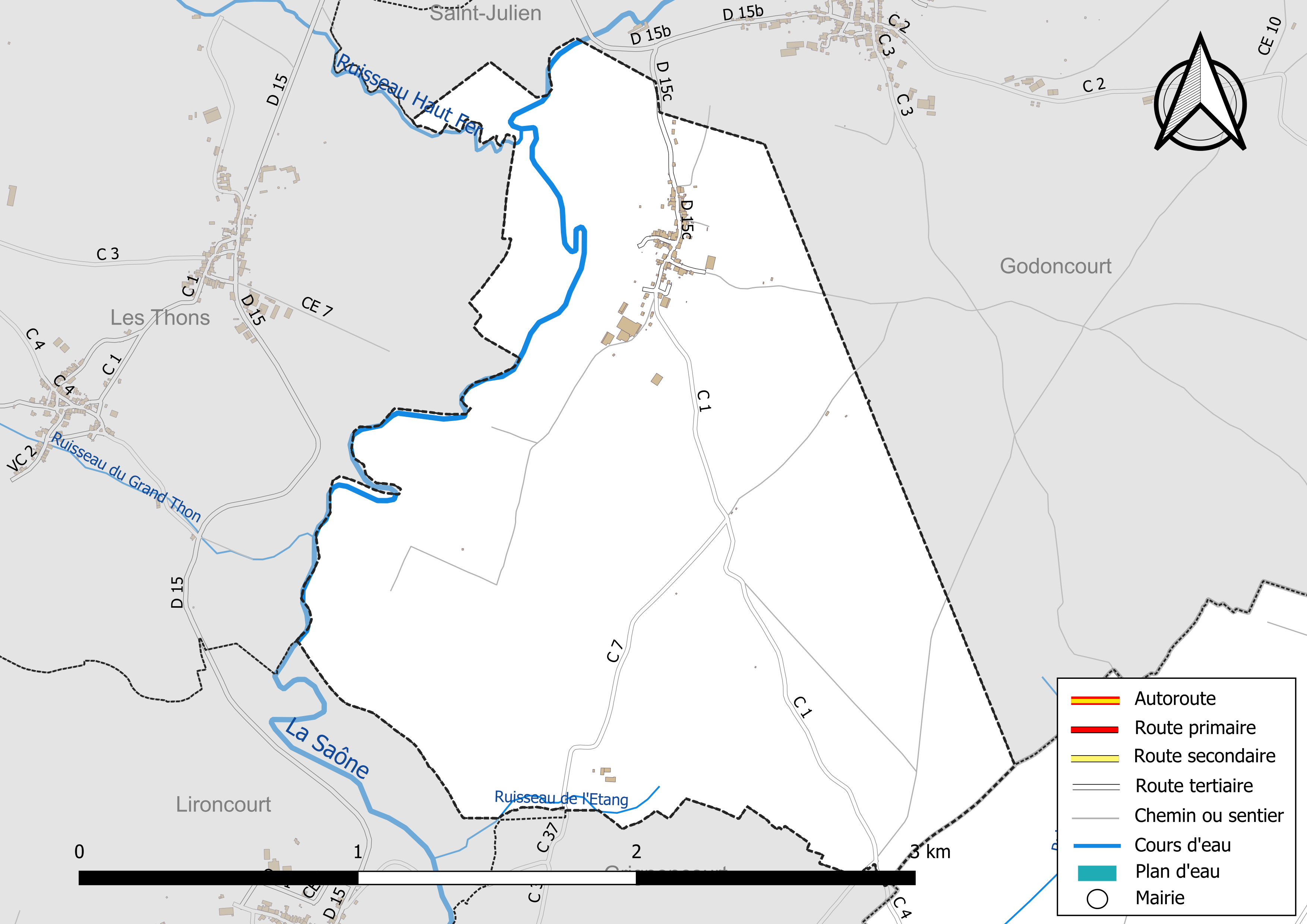
Gewässer und Straßen der Gemeinde

Fignévelle liegt im äußersten Südwesten der ehemaligen Region Lothringen etwa 24 Kilometer südsüdwestlich von Vittel und etwa 47 Kilometer südwestlich von Épinal am linken Ufer der oberen Saône. Die Gemeinde liegt im Einzugsgebiet der Rhone und wird neben der Saône vom Ruisseau Haut Fer und vom Ruisseau de l’Etang entwässert.
Nachbargemeinden von Fignévelle sind Godoncourt im Norden und Osten, Bousseraucourt im Südosten, Grignoncourt im Süden, Lironcourt im Südwesten sowie Les Thons im Westen.

## Bevölkerungsentwicklung

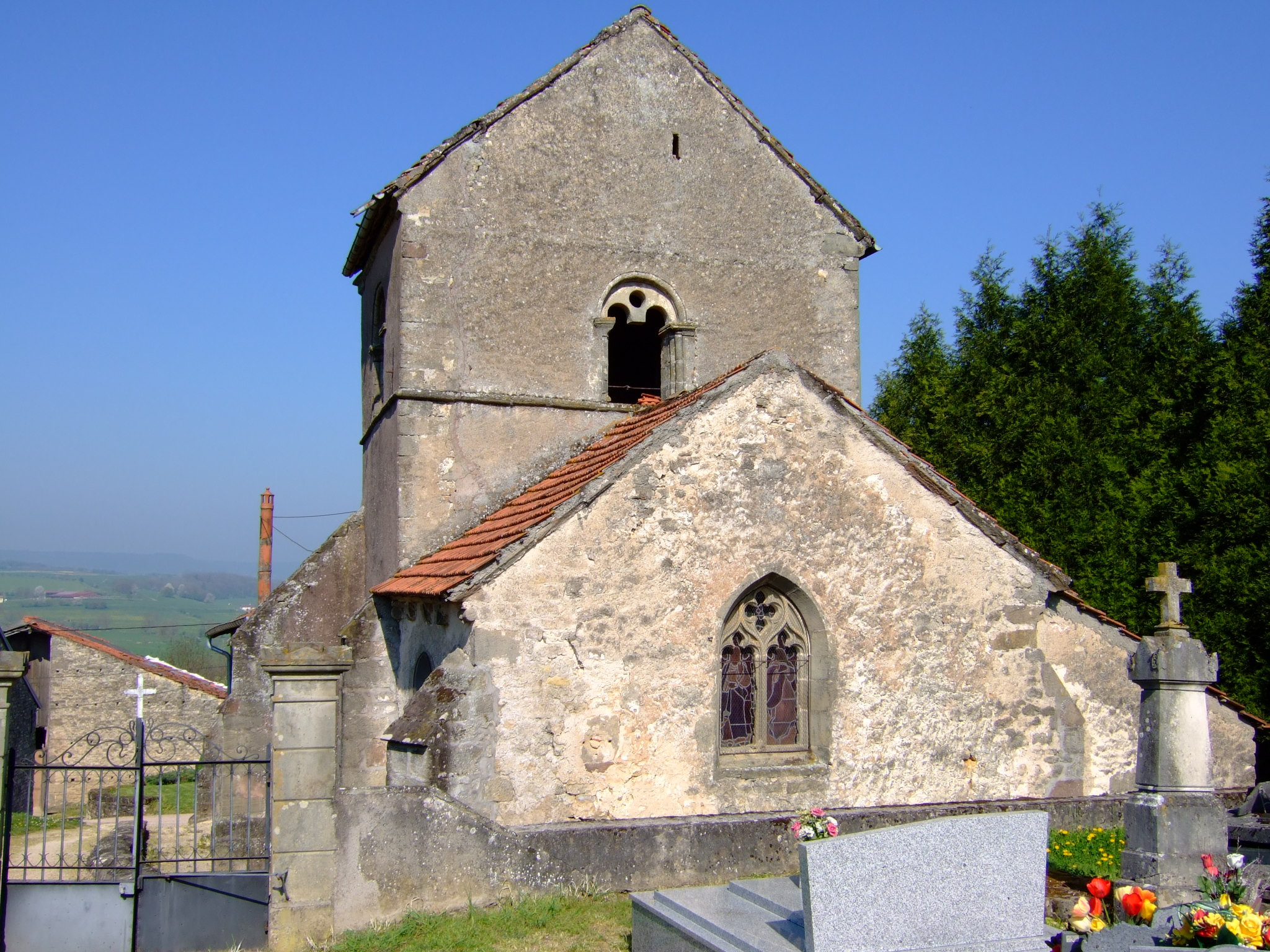
Kirche Mariä Himmelfahrt

| Fignévelle: Einwohnerzahlen von 1793 bis 2016                                                                              | Fignévelle: Einwohnerzahlen von 1793 bis 2016 | Fignévelle: Einwohnerzahlen von 1793 bis 2016 | Fignévelle: Einwohnerzahlen von 1793 bis 2016 | Fignévelle: Einwohnerzahlen von 1793 bis 2016 |
| --- | --------------------------------------------- | --------------------------------------------- | --------------------------------------------- | --------------------------------------------- |
| Jahr |                                               |                                               |                                               | Einwohner                                     |
| 1793 | 1793                                          |                                               | 276                                           | 276                                           |
| 1800 | 1800                                          |                                               | 277                                           | 277                                           |
| 1806 | 1806                                          |                                               | 320                                           | 320                                           |
| 1821 | 1821                                          |                                               | 267                                           | 267                                           |
| 1831 | 1831                                          |                                               | 250                                           | 250                                           |
| 1836 | 1836                                          |                                               | 258                                           | 258                                           |
| 1841 | 1841                                          |                                               | 256                                           | 256                                           |
| 1846 | 1846                                          |                                               | 258                                           | 258                                           |
| 1856 | 1856                                          |                                               | 239                                           | 239                                           |
| 1861 | 1861                                          |                                               | 229                                           | 229                                           |
| 1866 | 1866                                          |                                               | 212                                           | 212                                           |
| 1876 | 1876                                          |                                               | 211                                           | 211                                           |
| 1881 | 1881                                          |                                               | 186                                           | 186                                           |
| 1886 | 1886                                          |                                               | 170                                           | 170                                           |
| 1891 | 1891                                          |                                               | 152                                           | 152                                           |
| 1896 | 1896                                          |                                               | 142                                           | 142                                           |
| 1901 | 1901                                          |                                               | 153                                           | 153                                           |
| 1906 | 1906                                          |                                               | 151                                           | 151                                           |
| 1911 | 1911                                          |                                               | 135                                           | 135                                           |
| 1921 | 1921                                          |                                               | 129                                           | 129                                           |
| 1926 | 1926                                          |                                               | 107                                           | 107                                           |
| 1931 | 1931                                          |                                               | 110                                           | 110                                           |
| 1936 | 1936                                          |                                               | 93                                            | 93                                            |
| 1946 | 1946                                          |                                               | 88                                            | 88                                            |
| 1954 | 1954                                          |                                               | 84                                            | 84                                            |
| 1962 | 1962                                          |                                               | 102                                           | 102                                           |
| 1968 | 1968                                          |                                               | 78                                            | 78                                            |
| 1975 | 1975                                          |                                               | 74                                            | 74                                            |
| 1982 | 1982                                          |                                               | 74                                            | 74                                            |
| 1990 | 1990                                          |                                               | 66                                            | 66                                            |
| 1999 | 1999                                          |                                               | 60                                            | 60                                            |
| 2006 | 2006                                          |                                               | 60                                            | 60                                            |
| 2011 | 2011                                          |                                               | 58                                            | 58                                            |
| 2016 | 2016                                          |                                               | 44                                            | 44                                            |
| Quelle(n): EHESS/Cassini bis 1999, INSEE ab 2006 Anmerkung(en): Ab 1962 offizielle Zahlen ohne Einwohner mit Zweitwohnsitz |                                               |                                               |                                               |                                               |

## Sehenswürdigkeiten
- Kirche Mariä Himmelfahrt